# Гірники (Ковельський район)
Гі́рники — село в Україні, у Ратнівській селищній громаді Ковельського району Волинської області. Населення становить 2068  осіб. Гірниківський ліцей Ратнівської селищної ради. Кількість учнів — у шкільному підрозділі — 520. Кількість вихованців у дошкільному підрозділі — 105https://vl.isuo.org/schools/view/id/17574[джерело?]

## Початок відліку історії села
Жодних археологічних знахідок на території села ще було виявлено, тому про найдавнішу історію населеного пункту фактично нічого невідомо. Енциклопедичне видання «Історія міст і сіл Української РСР. Волинська область»  повідомляє, що вперше Гірники згадуються у XV ст., однак автори не посилаються на жодне джерело. Тому питання стосовно першої писемної згадки про село залишається відкритим. Напевне  історики зробили припущення, виходячи з того, що багато населених пунктів Ратнівщини фігурують у документах XV ст.
На думку авторів «Ратнівської землі», Гірники починають свій відлік із кінця XVII ст. Більш вірогідніше, що село утворилось дещо пізніше, а ніж інші населені пункти району. Підтвердженням цього виступає документ від 27 серпня 1739 р. – «Позов Монморансі каноніку Чульському у справі зловживань в управлінні помістям», де йде мова про нову колонію Гірники (Hurniki) поблизу Старого Проходу. Фактично – це одна із перших згадок про село. Натомість прилегле озеро «Радожич» згадується ще під 1500 р. у «Реєстрі прибутків і данин з усіх дібр та з обох Ратненських волостей, зібраних паном Якобом Секлюцьким, їхнім старостою». У документах Ратненського староства від 15 березня 1784 р. вже йде мова про фільварок у Гірниках, який має озеро, придатне для ловлі риби. Дослідник В. П. Шульгач також стверджує, що Гірники, як «Horniki»,  згадуються під 1790 р., однак не вказує на джерело. Таким чином, село виникло десь на початку XVIII ст. – на два століття пізніше, ніж деякі інші села району.

## Село в роки Другої світової війни
28 червня 1941 р., в районі мосту через Турський канал, відбувся бій місцевого значення між загоном червоноармійців, які відступали з м. Брест та німецьким підрозділом. Надвечір цього ж самого дня село було зайняте. Радянські солдати відступили в напрямку лісу с. Конище. В селі розміщувався німецький військовий шпиталь, а також стояла зенітна артилерія. Її вогнем були збиті два радянські літаки, які впали неподалік с. Броди. Одна з ліній німецької оборони простягалася в районі нинішньої вул. Вереснева (урочище Князєво), а інша розміщувалась поблизу оз. Радожичі. В період березня — липня 1944 р., коли село опинилося у прифронтовій смузі, місцевих жителів примусово виселяли з власних домівок. Частина біженців перейшла до урочища Вонєче, що знаходилось в лісі поблизу с. Сільця-Гірницькі. Сюди ж переводили худобу, нашвидкоруч будували примітивні землянки. В таких умовах панувала антисанітарія, люди потерпали від хвороб та паразитів, не вистачало продуктів харчування. Перший раз, село було звільнене 20 березня 1944 р. в результаті Поліської наступальної операції. Однак, вже 28 березня один з німецьких батальйонів 56-го полку 5-ї єгерської дивізії, наступаючи з Мокран, захоплює міст поблизу села, а з ним і саме село. Остаточно населений пункт був звільнений надвечір 19 липня 1944 р. силами 115-го полку 38-ї гвардійської стрілецької дивізії 70-ї армії в ході Люблінсько-Брестської наступальної операції.[джерело?]

## Незалежна Україна
12 червня 2020 року, відповідно до розпорядження Кабінету Міністрів України № 708-р «Про визначення адміністративних центрів та затвердження територій територіальних громад Волинської області», увійшло до складу Ратнівської селищної територіальної громади.
19 липня 2020 року, в результаті адміністративно-територіальної реформи та ліквідації Ратнівського району, село увійшло до новоутвореного Ковельського району.

## Населення
Згідно з переписом УРСР 1989 року чисельність наявного населення села становила 1697 осіб, з яких 819 чоловіків та 878 жінок.
За переписом населення України 2001 року в селі мешкало 2056 осіб.

### Мова
Розподіл населення за рідною мовою за даними перепису 2001 року:
| Мова       | Відсоток |
| ---------- | -------- |
| українська | 99,47 %  |
| російська  | 0,44 %   |
| білоруська | 0,05 %   |
| молдовська | 0,05 %   |

### Уродженці
- Ващук Павло Васильович (1998—2022) — солдат Збройних сил України, учасник російсько-української війни, що загинув у ході російського вторгнення в Україну в 2022 році.

## Галерея

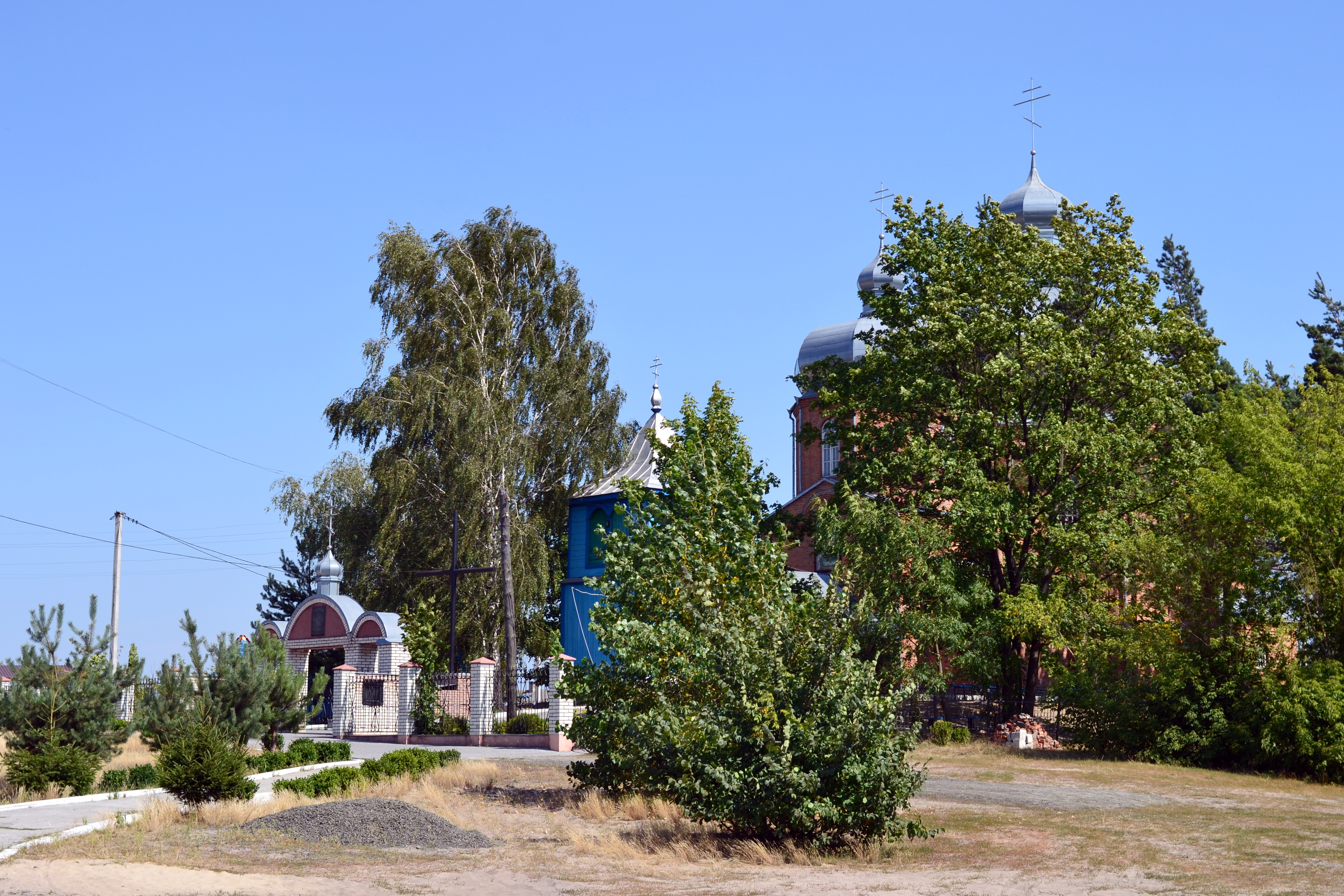
Ансамбль Дмитрівської церкви (1833 рік) - вигляд зі сходу
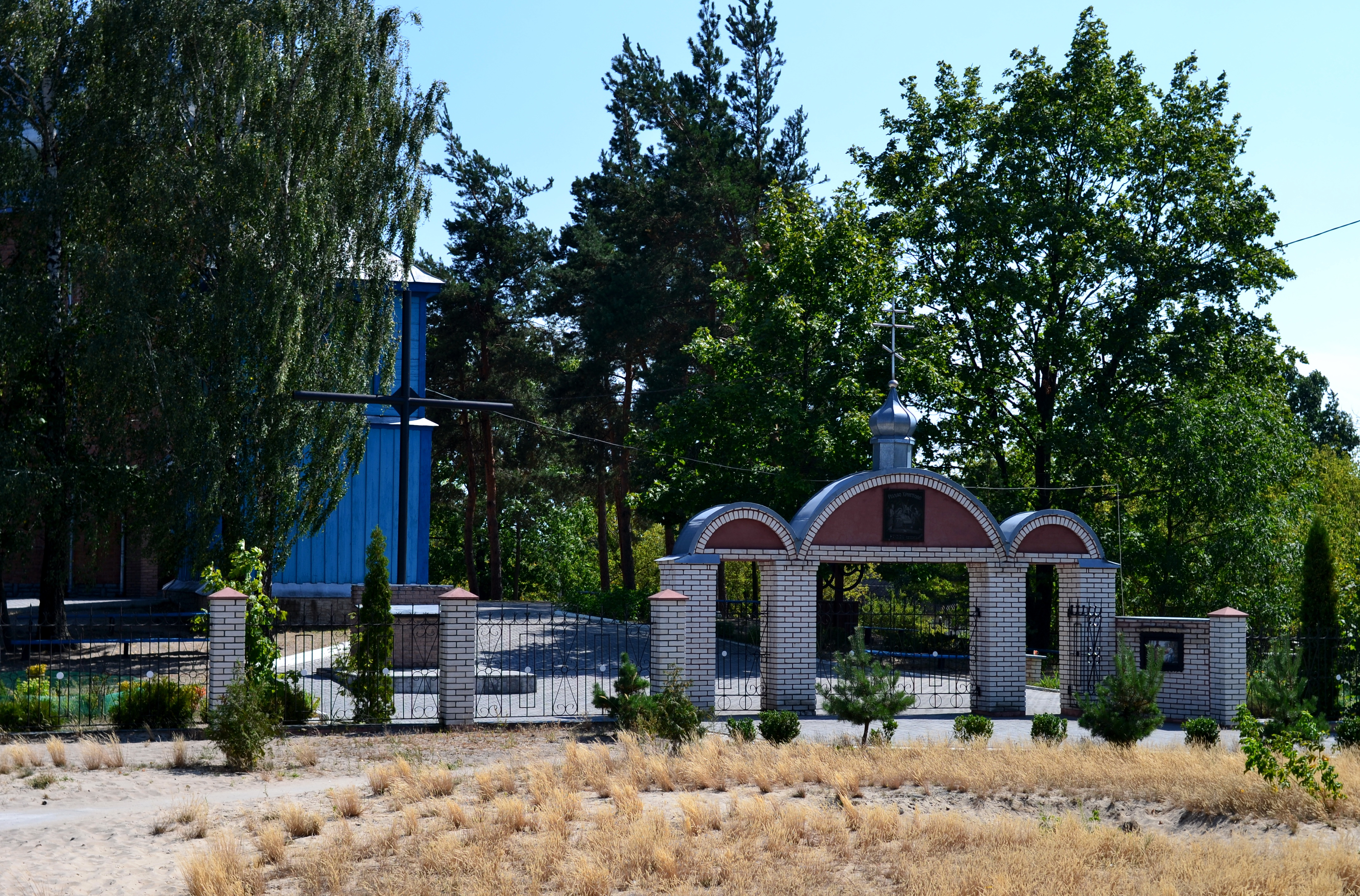
Ансамбль Дмитрівської церкви (1833 рік) - головний вхід
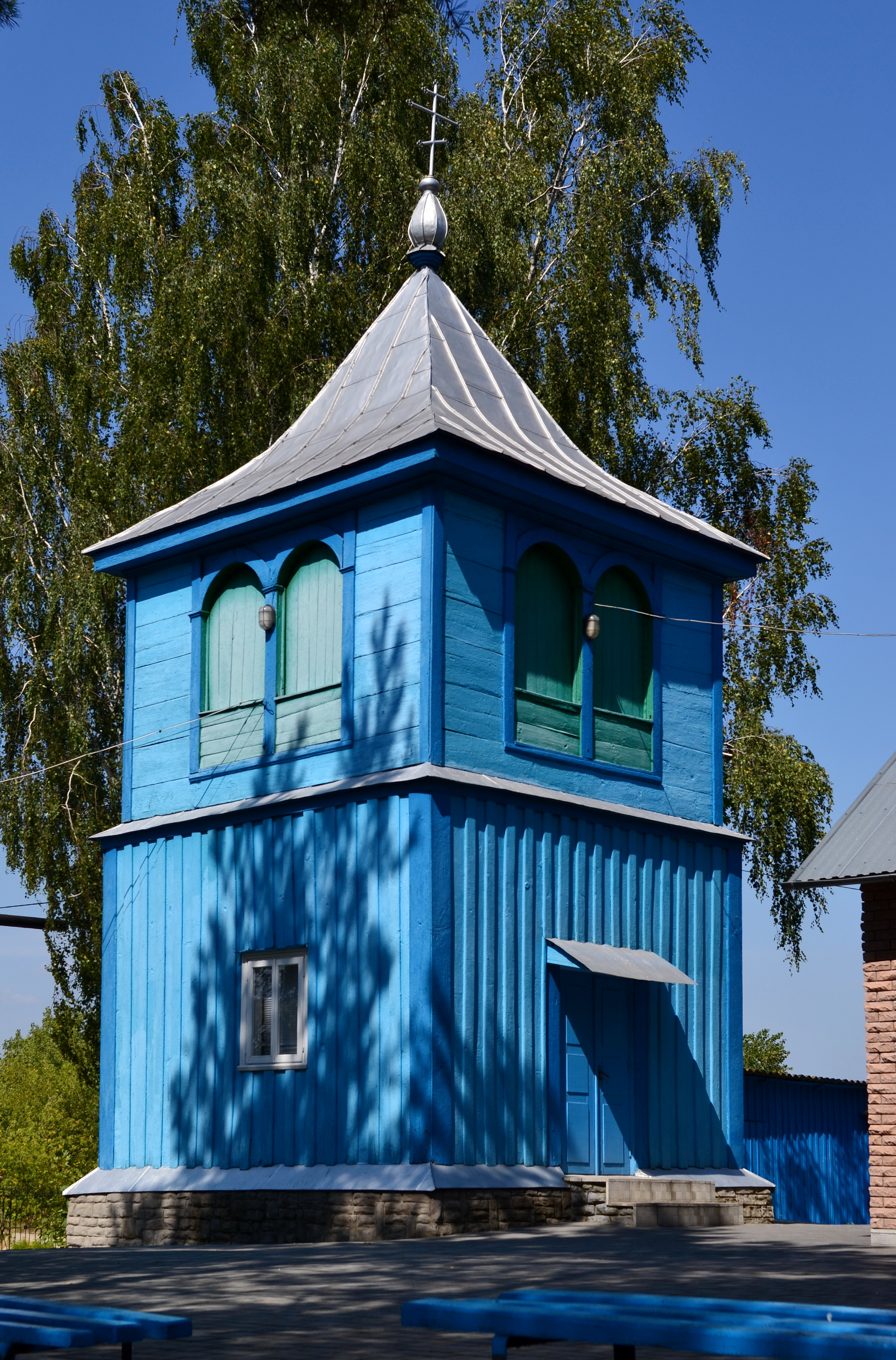
Дзвіниця Дмитрівської церкви (дер.) (1833 рік)